# Antoine Duffourc
Antoine Duffourc, né le 17 mars 1851 à Loucrup et mort le 31 décembre 1926 à Beaudéan) est un historien français. Il a écrit de nombreux ouvrages sur l'histoire des Hautes-Pyrénées.